# Harmothoe mexicana
Harmothoe mexicana är en ringmaskart som beskrevs av Chamberlin 1919. Harmothoe mexicana ingår i släktet Harmothoe och familjen Polynoidae. Inga underarter finns listade i Catalogue of Life.